# L'Avana
L'Avana (in spagnolo La Habana, ufficialmente San Cristóbal de La Habana) è la capitale di Cuba, di cui è anche il principale porto, il centro economico-culturale e il principale polo turistico. È la città più popolata del paese, con una popolazione di 2 106 146 abitanti secondo dati del 2012, e la più popolata dei Caraibi. Come capitale di Cuba, la città è la sede ufficiale degli organi superiori dello Stato e del Governo cubano, di tutti gli organismi centrali e di quasi la totalità delle imprese e associazioni in ambito nazionale.
Fondata nel 1514 dal conquistador Diego Velázquez de Cuéllar, con il nome di Villa di San Cristóbal de La Habana, fu una delle prime sette cittadine fondate dagli spagnoli nell'isola. Grazie alla sua posizione privilegiata rispetto alle coste del Mar dei Caraibi, e per le caratteristiche della sua baia, l'allora villa si convertì in un importante centro commerciale, e per questo fu attaccata da pirati e corsari, con lo scopo di saccheggiarla, durante i primi anni del XVI secolo. Nel 1561 la Corona spagnola dispose che la villa fosse il luogo di attracco delle navi spagnole provenienti dalle colonie americane prima di attraversare l'oceano (Flotta spagnola del tesoro) e quindi furono costruite, per la sua protezione, difese militari all'entrata della baia dell'Avana e in altri luoghi strategici, convertendo la città in una delle più difese del Nuovo Mondo.
Nel 1563 il governatore di Cuba trasferì all'Avana la sua residenza ufficiale da Santiago di Cuba, sede fino ad allora del governo dell'isola, e ventinove anni dopo, il 20 dicembre del 1592, Filippo II di Spagna conferì alla villa il titolo di "città". Nel 1665 le venne concesso il diritto di mostrare il suo proprio scudo, nel quale erano rappresentate le tre fortezze (la Real Fuerza, El Morro e La Punta) che difendevano la città.
Il suo patrimonio storico, architettonico e culturale, espresso dalla fusione tra europei, africani e aborigeni all'inizio, accanto ad altri componenti etnici e culturali più contemporanei, ha convertito la città in un importante sito turistico. Il suo centro storico, dichiarato Patrimonio dell'umanità dall'UNESCO nel 1982, è uno dei meglio conservati dell'America Latina. Tra i suoi monumenti più rappresentativi si trovano la cattedrale, la Plaza de Armas, il castello del Morro, il Museo della Rivoluzione, il Museo nazionale delle belle arti, il Gran Teatro dell'Avana, il Capitolio, la Piazza della Rivoluzione e il Malecón.

## Geografia fisica

### Territorio

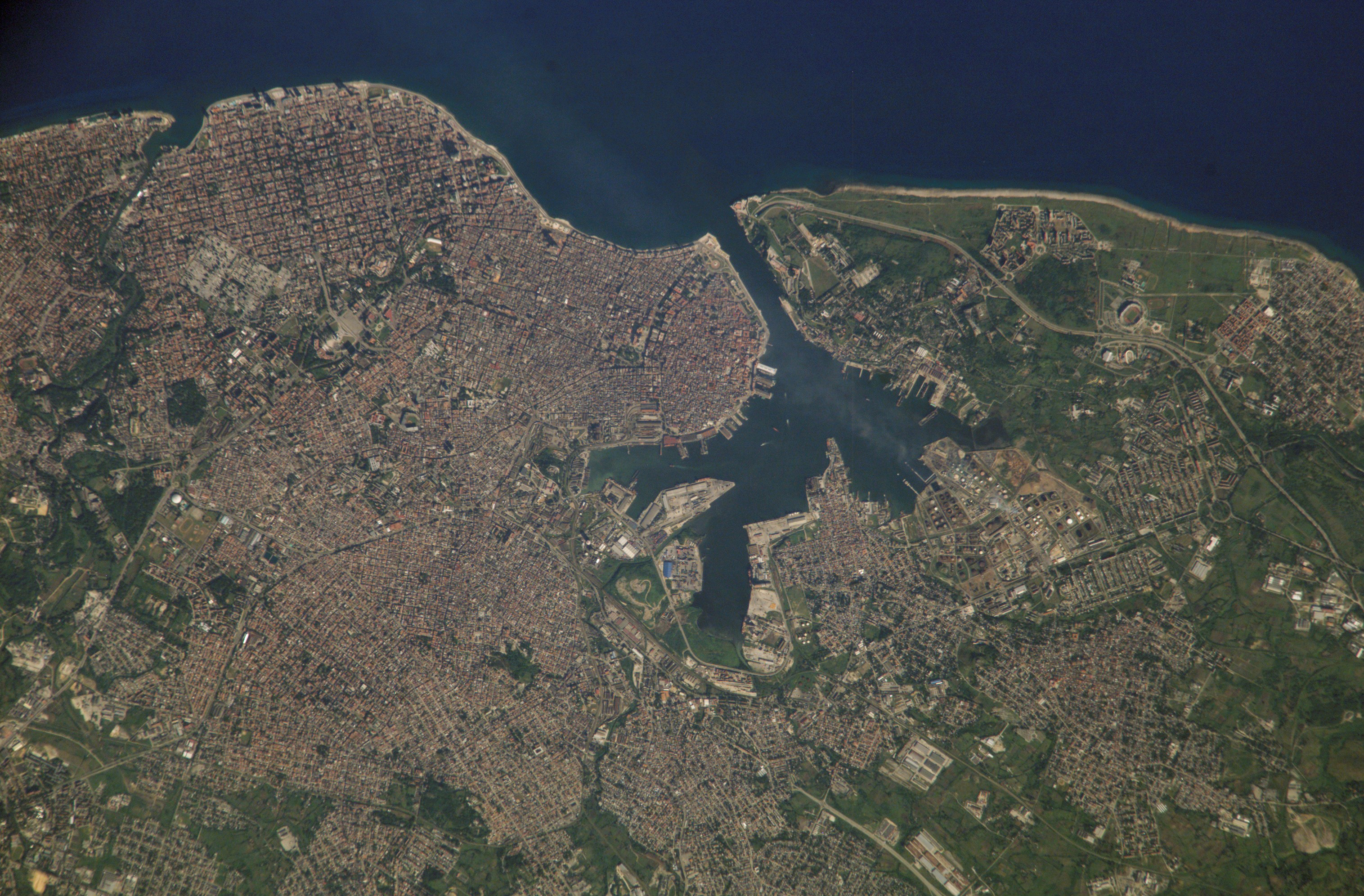
Foto satellitare dell'Avana (NASA)

L'Avana si trova nell'isola di Cuba, arcipelago dei Caraibi. La Provincia dell'Avana, malgrado sia una delle più piccole di Cuba, è di gran lunga la più popolata. In città vi sono molteplici stili architettonici, dalle case del XVII secolo alle costruzioni moderne. L'Avana è naturalmente una delle mete più importanti del turismo a Cuba e in generale di tutta l'America Latina. È inoltre sede del governo e di molti ministeri. Le industrie dell'Avana svolgono un importante ruolo nell'economia del paese.
Nel porto dell'Avana, il più importante dell'isola, transita la metà delle importazioni ed esportazioni cubane. Nella notte tra l'8 e il 9 luglio del 2005, i sobborghi orientali della città furono colpiti dall'uragano Dennis. Nell'ottobre dello stesso anno, nelle zone costiere della città, vi furono violente inondazioni provocate dal passaggio dell'uragano Wilma.

### Clima
Il clima dell'Avana è tropicale, così come nel resto dell'isola, tuttavia in inverno riceve una maggior influenza continentale, e le temperature sono più fresche. La temperatura minima record registrata è stata di 3,7 °C nella zona dell'Aeroporto internazionale José Martí nel gennaio 2010, mentre la temperatura più alta mai registrata fu di 38,2 °C nel settembre 2015. C'è una grande influenza oceanica sul clima a causa della Corrente del Golfo che passa al largo della costa occidentale di Cuba. Le piogge sono abbondanti in settembre e ottobre e scarse tra marzo e maggio. Gli uragani che hanno colpito l'isola sono talvolta passati anche per la città e le zone circostanti, causando notevoli danni.
Nella tabella sottostante vengono elencate le temperature medie durante l'anno:
| L'Avana(1971-2000)  | Mesi | Mesi | Mesi | Mesi | Mesi | Mesi | Mesi | Mesi | Mesi | Mesi | Mesi | Mesi | Stagioni | Stagioni | Stagioni | Stagioni | Anno  |
| L'Avana(1971-2000)  | Gen  | Feb  | Mar  | Apr  | Mag  | Giu  | Lug  | Ago  | Set  | Ott  | Nov  | Dic  | Inv      | Pri      | Est      | Aut      | Anno  |
| ------------------- | ---- | ---- | ---- | ---- | ---- | ---- | ---- | ---- | ---- | ---- | ---- | ---- | -------- | -------- | -------- | -------- | ----- |
| T. max. media (°C)  | 25,8 | 26,1 | 27,6 | 28,6 | 29,8 | 30,5 | 31,3 | 31,6 | 31,0 | 29,2 | 27,7 | 26,5 | 26,1     | 28,7     | 31,1     | 29,3     | 28,8  |
| T. min. media (°C)  | 18,6 | 18,6 | 19,7 | 20,9 | 22,4 | 23,4 | 23,8 | 24,1 | 23,8 | 23,0 | 21,3 | 19,5 | 18,9     | 21,0     | 23,8     | 22,7     | 21,6  |
| Precipitazioni (mm) | 64   | 69   | 46   | 54   | 98   | 182  | 106  | 100  | 144  | 181  | 88   | 58   | 191      | 198      | 388      | 413      | 1 190 |
| Giorni di pioggia   | 5    | 5    | 3    | 3    | 6    | 10   | 7    | 9    | 10   | 11   | 6    | 5    | 15       | 12       | 26       | 27       | 80    |

## Storia

### Dalla fondazione al XIX secolo

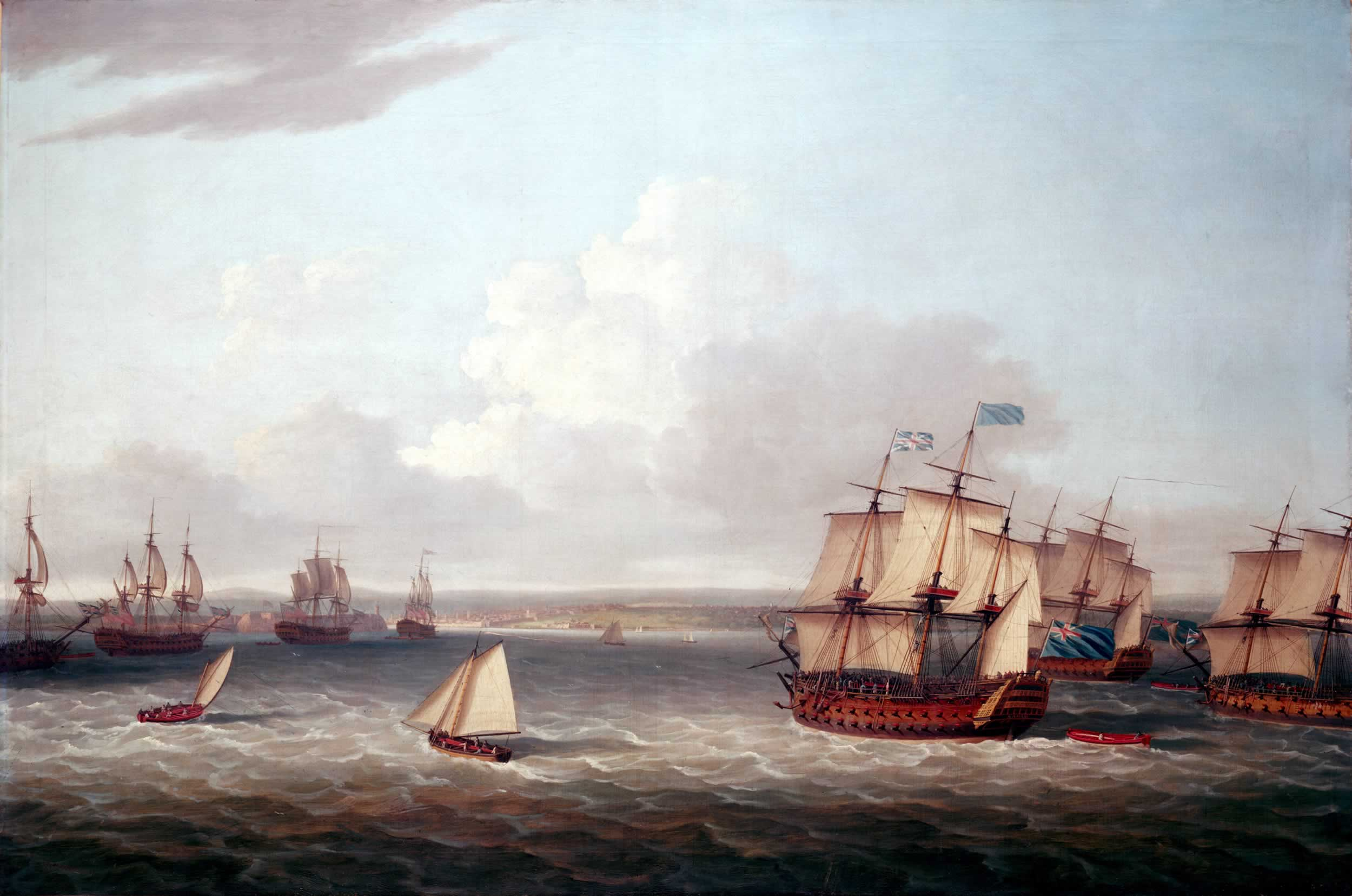
Dipinto dell'entrata della flotta britannica all'Avana, nel 1762

Il conquistador spagnolo Diego Velázquez de Cuéllar fondò L'Avana nel 1515 sulla costa sud dell'isola, vicino all'attuale città di Surgidero de Batabanó. L'Avana si trasferì nella sua posizione attuale vicino alla Baia Carenas nel 1519. Originariamente era un importante scalo commerciale, e divenne la capitale della colonia spagnola di Cuba nel 1607, ed il più importante porto di tutte le colonie spagnole nel Nuovo Mondo.
L'Avana fu bruciata da bucanieri nel 1538, e venne saccheggiata nel 1553 e 1555. La Gran Bretagna si impossessò della città nel 1762 durante la Guerra dei sette anni, quando aprirono il porto al libero scambio, trasportandovi migliaia di africani schiavizzati. Quando la guerra finì la scambiarono con la Florida. Dopo aver riguadagnato il controllo della città, gli spagnoli la resero la più fortificata di tutte le Americhe.

### Età contemporanea
Negli anni venti, durante il Proibizionismo negli Stati Uniti, L'Avana divenne un luogo di vacanza molto popolare per gli statunitensi; i nightclub e le case dove si giocava d'azzardo sopravvissero all'abrogazione della legge, ma la maggior parte vennero chiusi nel 1959 dopo la rivoluzione cubana. Nella notte tra l'8 ed il 9 luglio 2005, la città è stata colpita direttamente dall'uragano Dennis. L'Avana è stata una delle città candidate per ospitare le Olimpiadi estive del 2012, assegnate a Londra, ma non è stata inclusa nemmeno tra le cinque città finaliste.

## Monumenti e luoghi d'interesse

### Architetture religiose

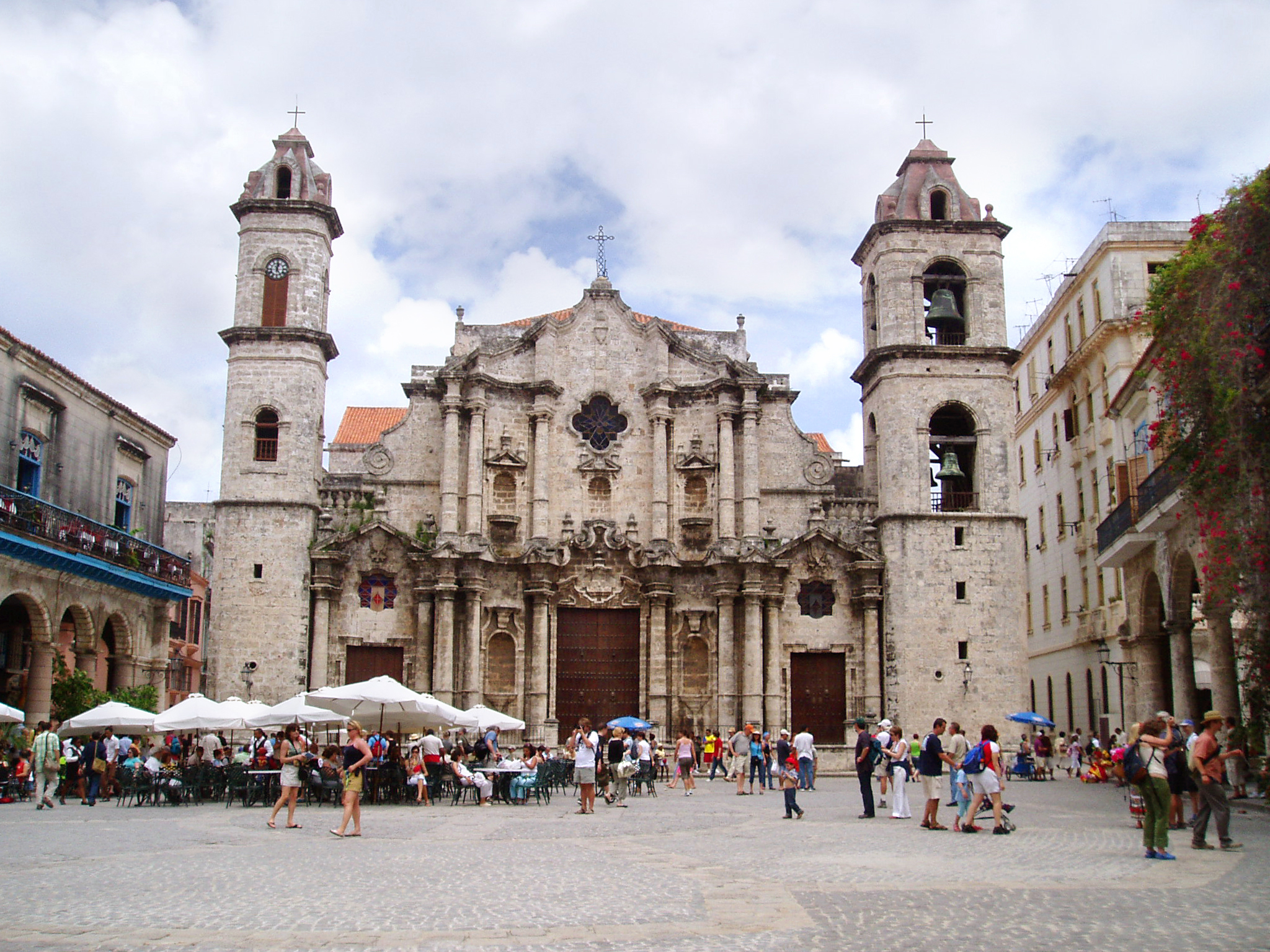
La cattedrale dell'Avana

- Cattedrale dell'Avana (Catedral de la Inmaculada Concepción de María): situata nel cuore dell'Avana Vecchia e sede dell'Arcidiocesi di San Cristóbal de la Habana, fu costruita nel XVIII secolo ampliando un antico oratorio. In stile barocco, è stata dichiarata nel 1982 dall'UNESCO patrimonio dell'umanità.
- Chiesa di Francesco da Paola: chiesa cattolica dedicata a san Francesco da Paola, fu costruita nella seconda metà del XVII secolo, fu ricostruita nel 1730 per i danni subiti a causa di un violento temporale. Nel 2000 fu ristrutturata e al suo interno si tengono normalmente eventi di musica classica e da camera.
- Basilica minore di San Francesco d'Assisi (Basilica Menor de San Francisco de Asis): situata nell'Avana Vecchia, costruita alla fine del XVI secolo come convento francescano, fu alterata in stile barocco nel 1730.
- Cattedrale ortodossa: concepita dall'architetto russo Alexei Voronsov, si tratta di un edificio monumentale bizantino terminato nel 2008 che occupa un'area di 1200 metri quadrati.
- Cimitero di Colombo (Necrópolis de Cristóbal Colón): cimitero e museo a cielo aperto, il più grande cimitero di tutta l'America, noto per la bellezza delle sue sculture.

### Architetture militari

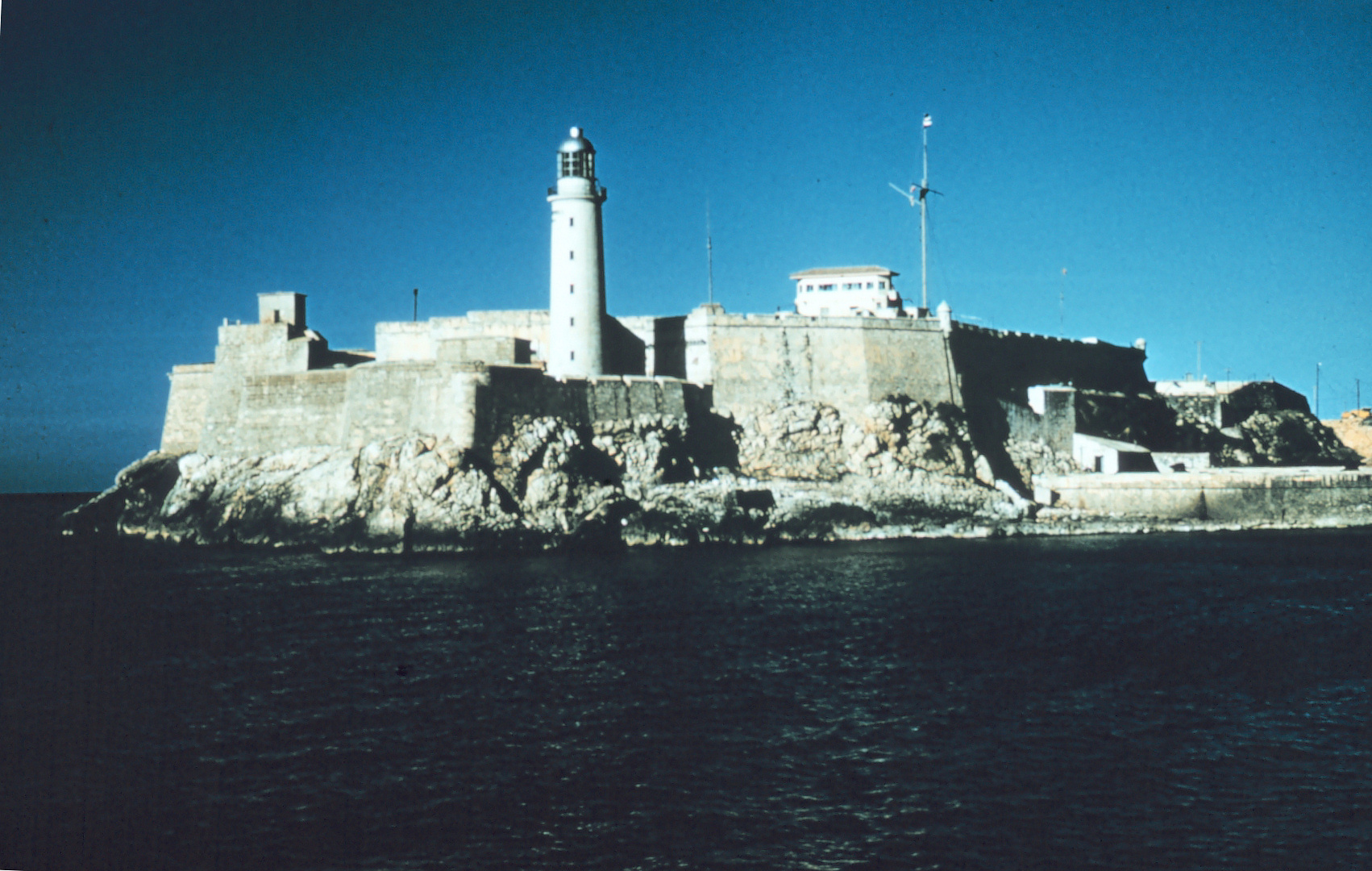
Il Castillo del Morro

- Fortaleza de la Cabaña: è una fortezza situata a est della baia ed è la più grande mai costruita dagli spagnoli in America. Fu costruita a partire dalla invasione inglese e fu terminata alla fine del XVIII secolo. Nell'attualità è la sede principale della Fiera internazionale del libro e della Biennale dell'Avana.
- Castillo de los Tres Reyes Magos del Morro, o semplicemente Castillo del Morro: fortezza strategica situata all'entrata della baia dell'Avana, progettata dall'ingegnere italiano Battista Antonelli nel 1586 e ricostruito nel 1763 dopo i danni causati dalle continue incursioni britanniche all'Avana.
- Castillo de la Punta: costruito nello stesso periodo del castello del Morro per complementare la difesa della baia. In questo luogo nel 1851 avvenne l'esecuzione di Narciso López patriota venezuelano creatore due anni prima della bandiera di Cuba e uno dei più controversi personaggi della storia cubana.

### Architetture civili

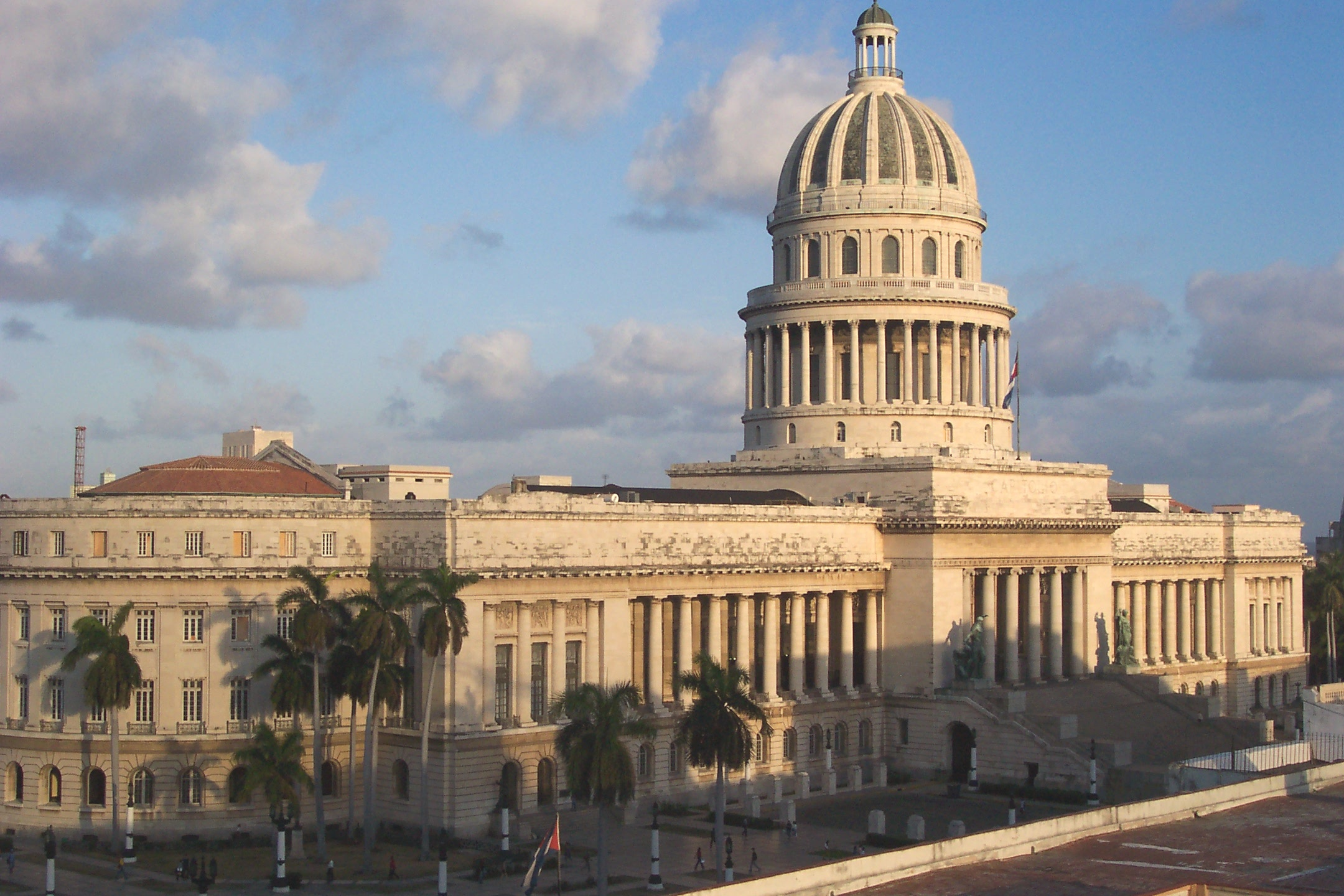
Il Capitolio

- Campidoglio Nazionale: Fu costruito nel 1929 per alloggiare il Senato e la Camera dei rappresentanti. Questo edificio colossale è visibile da quasi tutta la città con la sua cupola imponente. Al suo interno si trova la Statua della Repubblica rappresentata dalla dea greca Atena. Attualmente al suo interno c'è l'Accademia delle scienze.
- Palazzo della Rivoluzione: è il principale edificio situato nel complesso della Plaza de la Revolución e ospita le sedi del Consiglio di Stato, del Consiglio di Ministri e del Comitato Centrale del Partito Comunista di Cuba. In origine era stato concepito come Palazzo di Giustizia e Tribunale Supremo. Nel 1965 il governo rivoluzionario Castro-Dórticos, ordinò di spostare qui la sede del governo e dello Stato, anteriormente situata nel Palazzo Presidenziale (l'attuale Museo della Rivoluzione). L'edificio è diviso in tre parti, nella prima ci sono gli uffici del Consiglio dei Ministri, nella seconda la sede del Consiglio di Stato e degli uffici del Presidente e del Vicepresidente dello Stato cubano, e nel terzo il Comitato Centrale del PCC.

### Altro

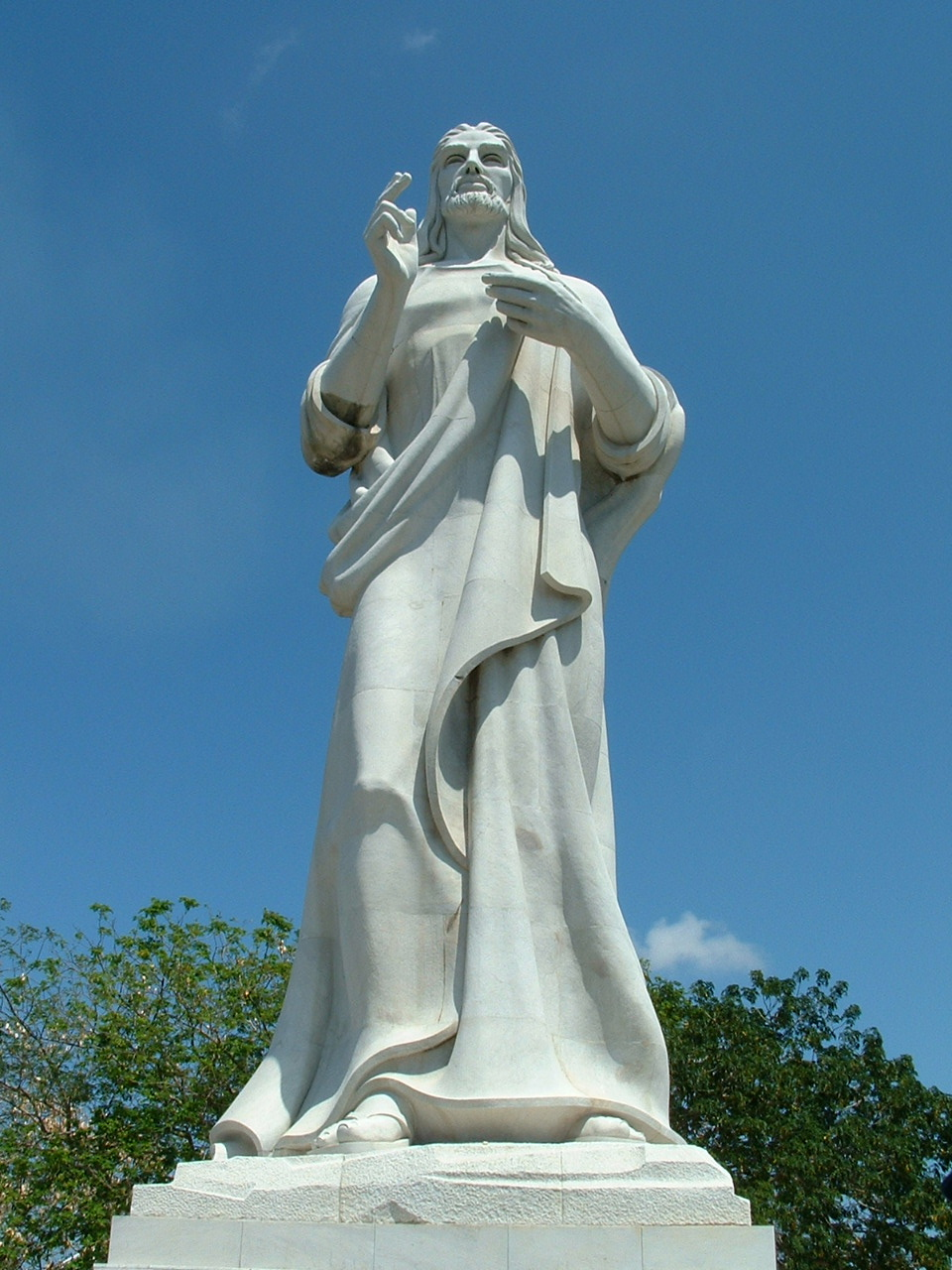
Il Cristo dell'Avana

- El Malecón, il viale che corre lungo tutta la costa nord dell'Avana, collega i quartieri dell'Avana Vecchia, Centro Habana, Vedado e Miramar; sulla passeggiata si trova sempre un gran numero di cubani. Si vedono la Punta, la fortezza del Morro sull'altro versante costiero e l'incrocio con Calle 23 con l'ingresso al Vedado.
- L'Avana Vecchia mantiene una ricca collezione di edifici in stile coloniale spagnolo ed è stata dichiarata Patrimonio dell'umanità dall'UNESCO. Fra i palazzi più rappresentativi de La Habana Vieja segnaliamo il palacio de los Marquéses de Aguas Claras, del XVIII secolo, che si affaccia sulla Plaza de la Catedral e il Palacio de los Capitanes Generales, anch'esso del XVIII secolo e situato nella Plaza de Armas. Vi è una camminata che si articola da Plaza de la Catedral, passando per Plaza de Armas, e finisce in Plaza Vieja, passando per la Bodeguita del Medio, locale storicamente frequentato da Ernest Hemingway.
- Centro Habana, centro storico dell'Avana; qui si trovano locali di interesse, oltre al Paseo del Prado (viale centrale della città), il Capitolio Nacional (sede del Parlamento prima della rivoluzione), il teatro dell'Opera, l'Hotel Inglaterra, l'edificio Bacardi e, procedendo verso La Habana Vieja, il Museo de la Revolución, all'interno dell'ex palazzo presidenziale. Fuori dal Museo, visibili dalla strada ci sono il Granma (la grossa barca con cui Fidel, Che Guevara ed altri 79 ribelli sbarcarono a Cuba nel 1956) e il carro armato su cui Fidel partecipò alla battaglia della Baia dei Porci.
- El Vedado, il quartiere più rilevante turisticamente, dopo L'Avana Vecchia, include la calle 23, l'hotel Habana Libre, il Parque John Lennon, e la Plaza de la Revolución.
- Cristo dell'Avana, statua monumentale con vista sulla città, sulla collina "La Cabaña".
- La Punta, punto d'inizio del Paseo del Prado. È il punto d'intersezione del Prado con il Malecón, con una enorme presenza di casas particulares ("case private" affittate ai turisti).

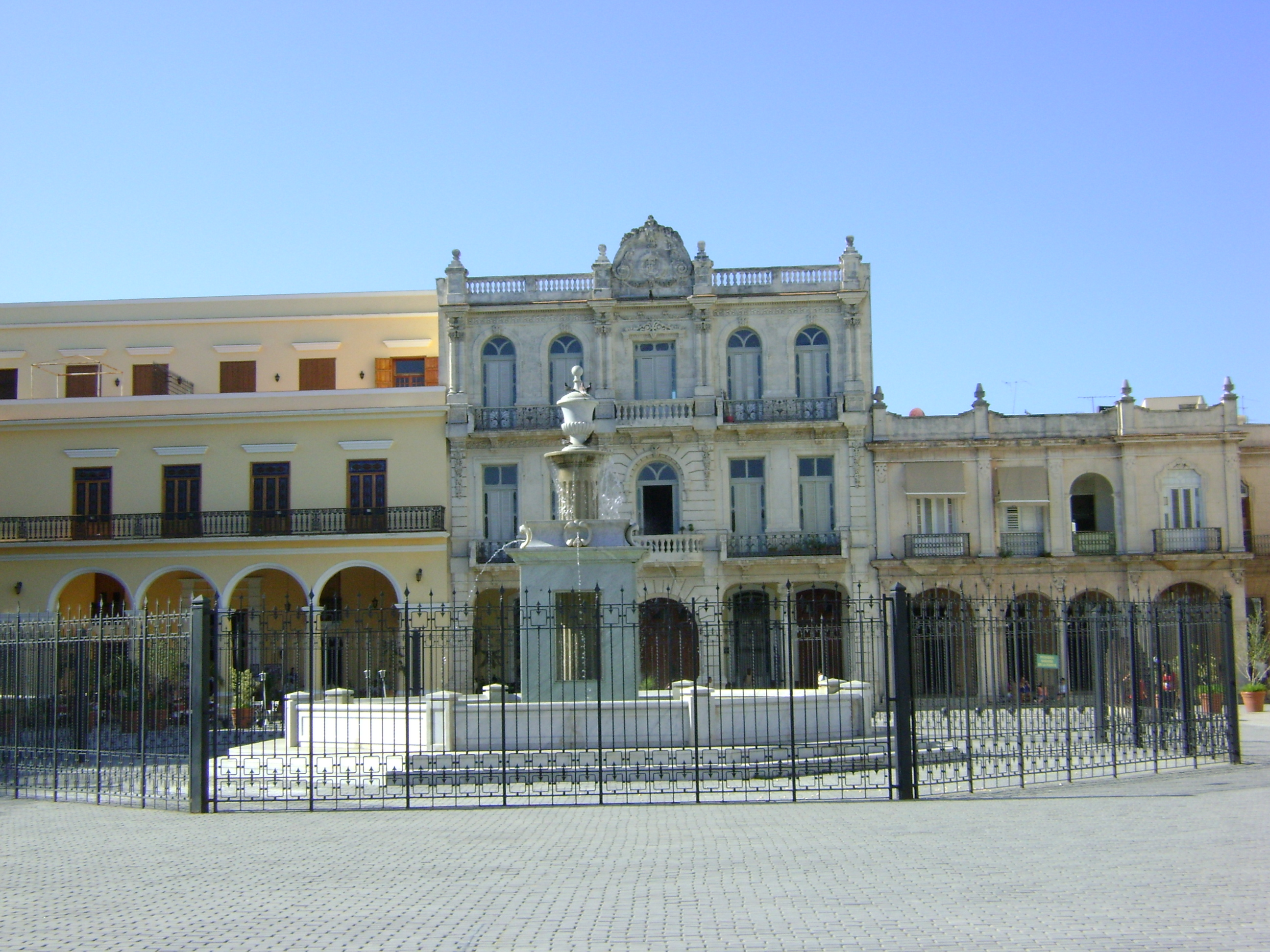
La Plaza Vieja

- La Rampa nel Vedado, una delle arterie principali della città, confluisce nel Malecón (L'Avana); vi si trovano le sedi di vari ministeri, come quelli della Salute Pubblica e del Lavoro, fino ad arrivare alla famosa gelateria Coppelia, che gli habaneri chiamano "La cattedrale del gelato", passando per gli esclusivi hotel, club e discoteche, che nei fine settimana si riempiono di centinaia di giovani.
- Plaza Vieja. Sorse come spazio aperto nel 1559, dopo della Plaza da Armas e di Plaza San Francisco, anche se alcuni storici segnalano che fu la seconda piazza esistente all'Avana. L'insieme architettonico della Piazza Vecchia è rappresentato da costruzioni coloniali del XVII, XVIII e XIX secolo e da alcuni esempi dei primi decenni del XX secolo.

## Società

### Evoluzione demografica
Secondo il censimento del 2002, L'Avana ha 2 201 610 abitanti, con un'area metropolitana di circa 3 milioni di persone (che includerebbe l'intera antica provincia di L'Avana), la seconda area metropolitana più popolosa dei Caraibi dopo Santo Domingo. Essa rappresenta il 19,1% della popolazione totale di Cuba. L'Avana ha ricevuto grandi ondate migratorie dalla Spagna dal XVII al XX secolo, soprattutto da Catalogna, Galizia e isole Canarie, in particolare nei primi anni del Novecento. Nel 1943 l'agglomerato urbano superava il milione di abitanti e la crescita urbana si consolidò in un'area urbanizzata che comprende gli ex comuni dell'Avana, come Marianao, Regla, Guanabacoa, Santiago de las Vegas e Santa Maria del Rosario-Cotorro.
La città ha una grande popolazione di immigranti interni provenienti da tutte le province del paese, in particolare dalle province orientali. Una minoranza importante sono i discendenti di cinesi, giunti con ondate migratorie del passato.
La popolazione dei non-cubani è molto bassa ed è composta soprattutto da emigranti spagnoli emigrati durante la guerra civile, e, in misura minore, dai russi emigrati durante l'era sovietica e da profughi del Sahara occidentale.

## Cultura
- Gran Teatro dell'Avana

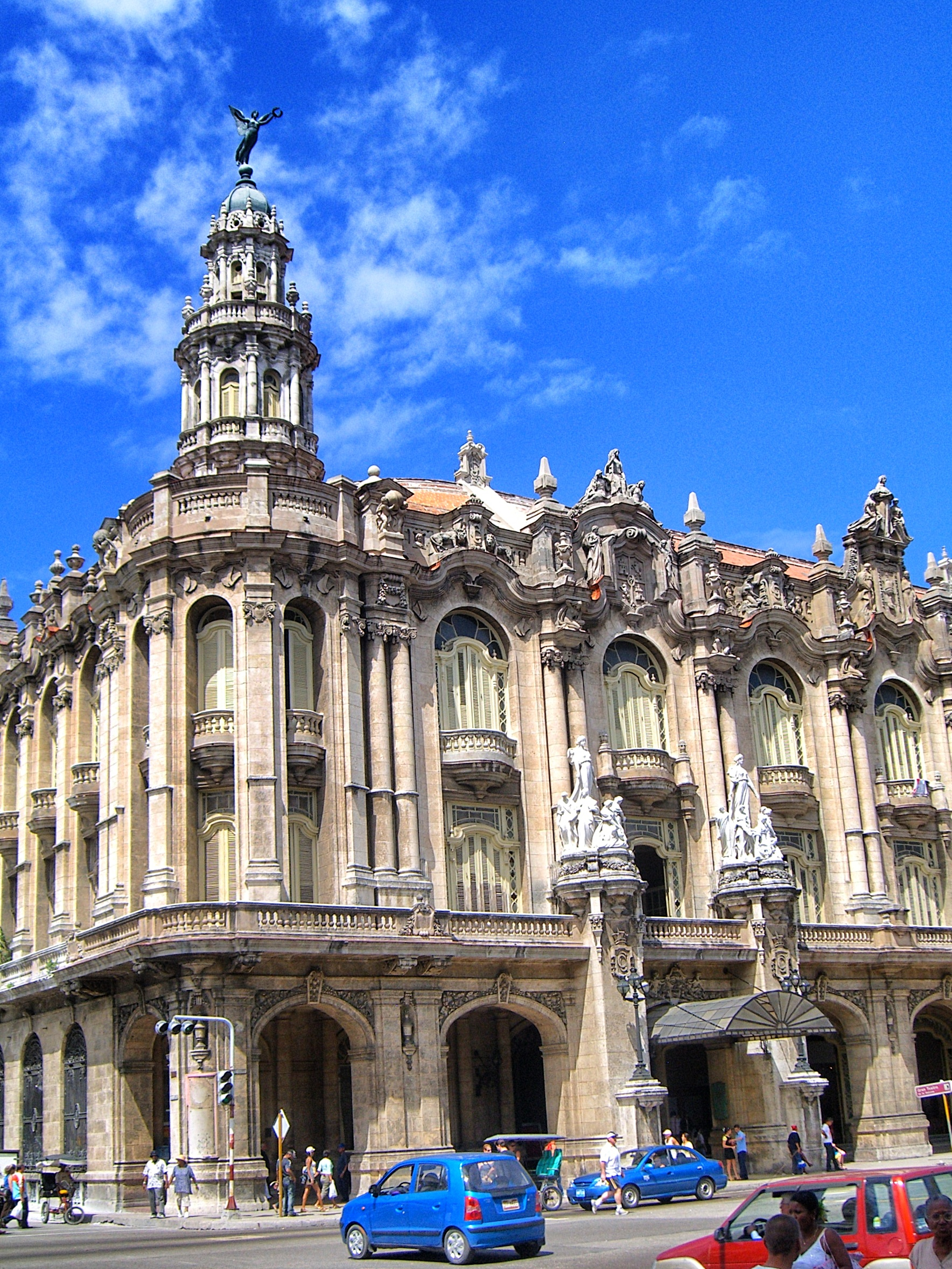
Il Gran Teatro dell'Avana

- Museo di arti decorative dell'Avana.
- Academia Nacional de Bellas Artes.
- Escuela Nacional de Arte, utopistico progetto architettonico di un centro culturale internazionale, orientato al Terzo mondo, progettato da Ricardo Porro, Vittorio Garatti e Roberto Gottardi. Attualmente in rovina, è in attesa di un intervento di recupero.
- Museo nazionale delle belle arti

## Geografia antropica

### Suddivisioni amministrative

#### Comuni

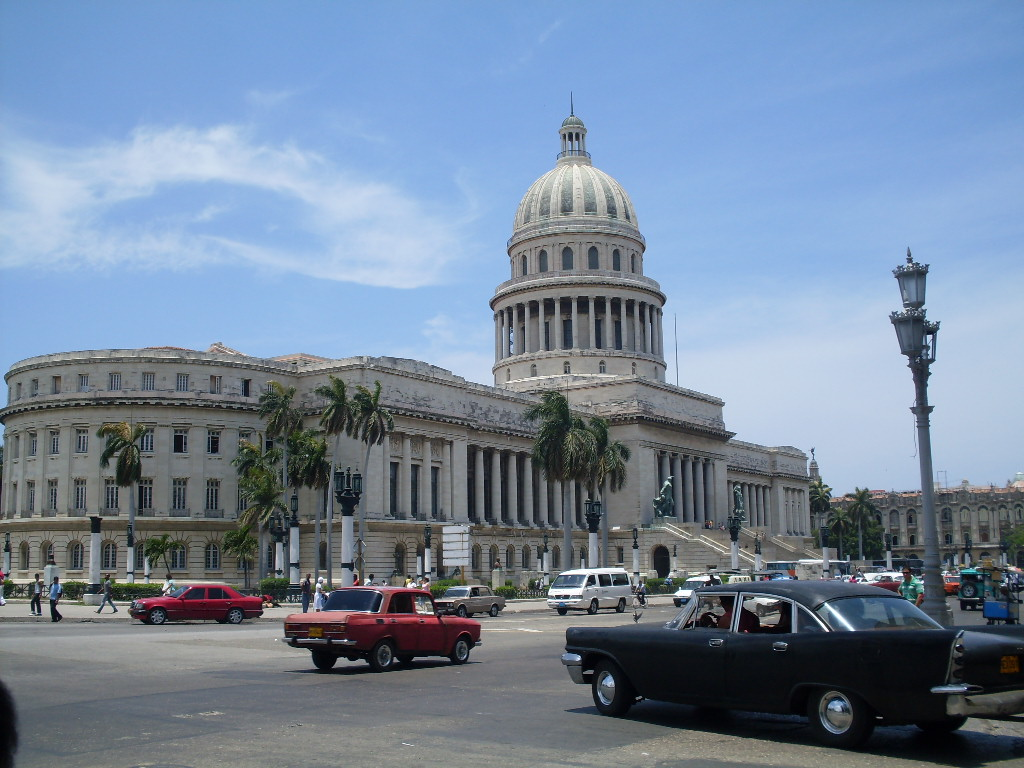
Il Campidoglio.

Prima del 1961, L'Avana era il nome ufficiale del solo comune centrale di una area urbana che comprendeva almeno 6 comuni: L'Avana, Marianao, Regla, Guanabacoa, Santiago de las Vegas e Santa María del Rosario-Cotorro. Successivamente Il territorio che occupava l'antico municipio dell'Avana (antica Villa di San Cristóbal de La Habana) fu diviso in 6 comuni (Plaza de la Revolución, La Habana Vieja, Centro Habana, Diez de Octubre, Cerro e Arroyo Naranjo), oltre alla zona nord dell'attuale municipio Boyeros (Altahabana). La città nell'attualità comprende tutto il territorio provinciale, inglobando anche i territori dei 9 comuni restanti (Playa (Cuba), Marianao, La Lisa, Guanabacoa, Regla, Habana del Este, San Miguel del Padrón, Cotorro e Boyeros), che oltre le aree propriamente urbane, include anche aree suburbane e alcune zone limítrofe rurali, anche se, ufficialmente, tutta la popolazione viene considerata urbana.

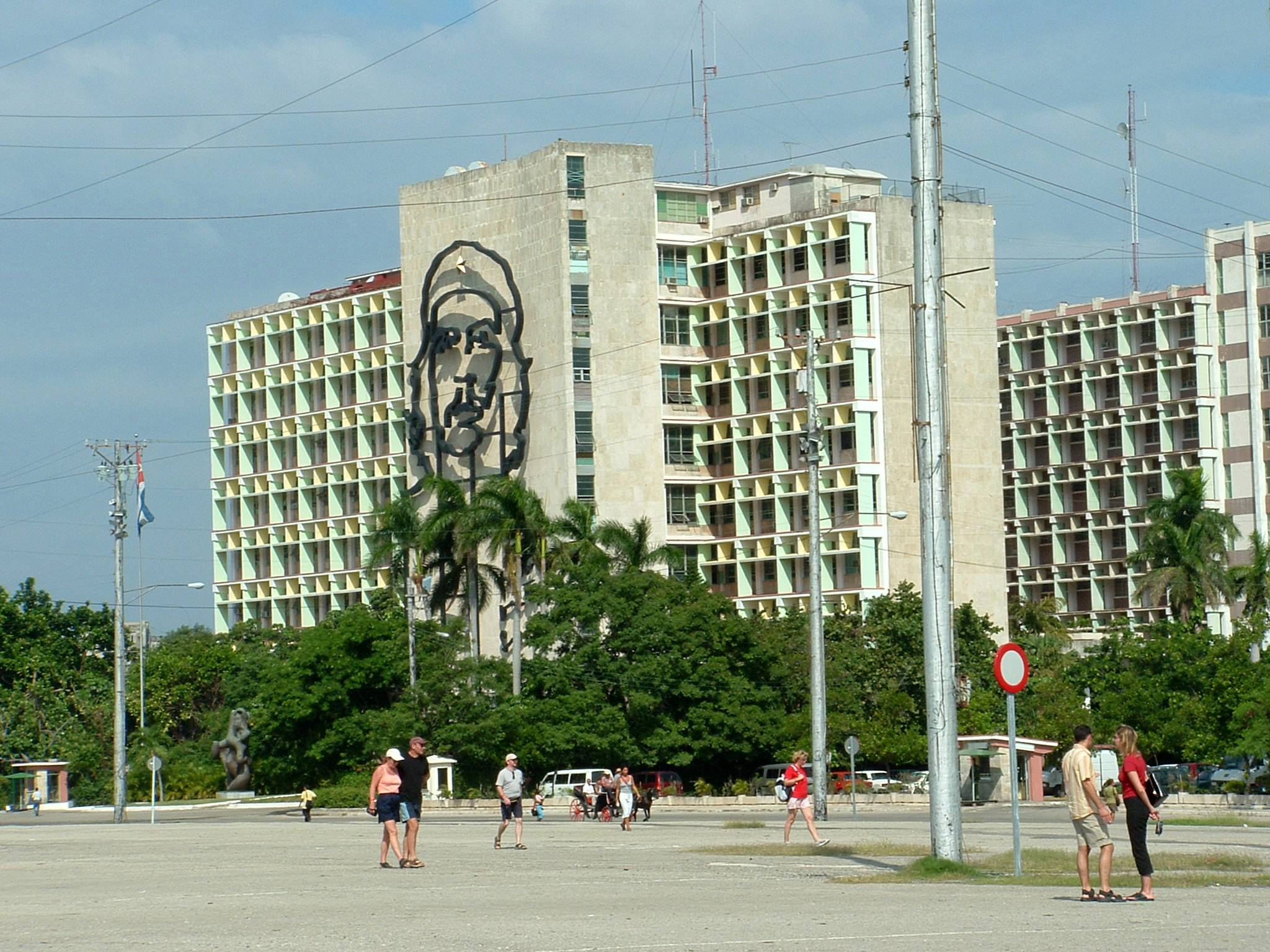
Plaza de la Revolución: il ministero degli interni e il rilievo del Che.

Prima del 1959, i quartieri delle classi sociali alte si localizzavano fondamentalmente nell'ovest (Vedado, Nuovo Vedado, Miramar (L'Avana), Havana Biltmore [rinominato Siboney], Atabey, Náutico). Successivamente la separazione tra quartieri di diverse classi sociali non fu così ben definita, anche se ancora oggi si possono apprezzare differenti condizioni di vita tra diversi quartieri della città.
I 15 comuni in cui è divisa L'Avana (Ciudad de La Habana)
| Comune                 | Popolazione (2004) | Superficie (km²) | Localizzazione          | Note                    |
| ---------------------- | ------------------ | ---------------- | ----------------------- | ----------------------- |
| Arroyo Naranjo         | 210 053            | 83               | 23.043611°N 82.332778°W |                         |
| Boyeros                | 188 593            | 134              | 23.007222°N 82.401667°W |                         |
| Centro Habana          | 158 151            | 4                | 23.133333°N 82.383333°W |                         |
| Cerro                  | 132 351            | 10               | 23.113611°N 82.363333°W |                         |
| Cotorro                | 74 650             | 66               | 23.026111°N 82.2475°W   |                         |
| Diez de Octubre        | 227 293            | 12               | 23.088056°N 82.359722°W |                         |
| Guanabacoa             | 112 964            | 127              | 23.061111°N 82.289722°W |                         |
| La Habana del Este     | 178 041            | 145              | 23.156944°N 82.296944°W |                         |
| La Habana Vieja        | 95 383             | 5                | 23.138889°N 82.355556°W | Patrimonio dell'umanità |
| La Lisa                | 131 148            | 38               | 23.024722°N 82.463056°W |                         |
| Marianao               | 135 551            | 21               | 23.084167°N 82.429722°W |                         |
| Playa                  | 186 959            | 36               | 23.094167°N 82.448889°W |                         |
| Plaza de la Revolución | 161 631            | 12               | 23.124444°N 82.386111°W | Distretto governativo   |
| Regla                  | 44 431             | 9                | 23.125556°N 82.315278°W |                         |
| San Miguel del Padrón  | 159 273            | 26               | 23.096389°N 82.326667°W |                         |

## Infrastrutture e trasporti
L'Avana è servita dall'Aeroporto Internazionale José Martí.

## Amministrazione

### Gemellaggi
- Costanza[15]
- Cadice
- Glasgow
- Istanbul
- Madrid
- Minsk
- Barcellona
- Mar del Plata
- Andorra La Vella